# Active pharmaceutical ingredient
Een active pharmaceutical ingredient (Nederlands: actief farmaceutisch ingrediënt) of API is de (doorgaans) organische verbinding in een geneesmiddel die verantwoordelijk is voor de uiteindelijke farmacologische werking ervan. De term wordt doorgaans in het Engels gehanteerd, hoewel ook de term farmacon gebruikt wordt. Die laatste term is echter breder, aangezien deze duidt op elke verbinding die een biologisch actieve werking bezit. Dit kunnen bijvoorbeeld ook giftige stoffen uit planten zijn, en hebben dus niet noodzakelijkerwijze betrekking op geneesmiddelen.
Naast het active pharmaceutical ingredient zijn in een geneesmiddel nog vele andere stoffen, zogenaamde hulpstoffen, aanwezig. Zo zijn in een bruistablet tegen koorts en hoofdpijn de hulpstoffen citroenzuur, natriumcarbonaat, natriumwaterstofcarbonaat, sorbitol, natriumsacharine, natriumdocusaat, polyvinylpyrrolidon en natriumbenzoaat aanwezig, naast paracetamol als het active pharmaceutical ingredient.